# Slette omstændigheder
|  | Denne artikel er oprettet af botten Steenthbot ud fra en ekstern database. Den kan derfor have sproglige fejl eller mangler. Denne skabelon kan fjernes efter kontrol af indholdet. |

Slette omstændigheder er en dansk dokumentarfilm fra 2018 instrueret af Max Kestner.

## Handling
Dokumentarfilmen er en frit fabulerende fortælling, der tager afsæt i den mytiske Danmark-ekspeditionen 1906-08. Den ukuelige amatørdetektiv, Steffen Holberg, har sat sig for at afdække sandheden om ekspeditionen: Hvad var det for omstændigheder, der ledte til Mylius-Erichsens, Niels Peter Høeg Hagens og Jørgen Brønlunds tragiske død? Var der mere på spil for ekspeditionen end to forsvundne lig? I sin jagt på svar tager Holberg på opdagelsesrejse i Statens arkiver og søger hjælp fra faglige eksperter, moderne skanningsteknologi og gammeldags skriftanalyse. I et uvejsomt terræn mellem virkelighed og myte flettes fortid med nutid til en større fortælling om den menneskelige iver efter at kortlægge nyt land, indvinde ny viden og skabe mening i det tilsyneladende meningsløse menneskeliv.

## Medvirkende
- Steffen Holberg
- Jens Erik Schultz
- Jan Juel-Brockdorff
- Anny Graae Bennike
- Jørgen Bohus
- Jesper Kurt Nielsen
- Michael Lerche Nielsen
- Niels Frandsen